# Selektsioni (Krasnodar)
Selektsioni (del ruso: Селекционный) es un posiólok del raión de Bélaya Glina del krai de Krasnodar de Rusia. Está en la cabecera del río Plóskaya afluente del Yeya, 17 km al suroeste de Bélaya Glina y 183 km al nordeste de Krasnodar, la capital del krai. Tenía 428 habitantes en 2010.
Pertenece al municipio Tsentrálnoye.